# Bắc Tề Hiếu Chiêu Đế
Bắc Tề Hiếu Chiêu Đế (chữ Hán: 北齊孝昭帝; 535–561), tên húy là Cao Diễn (高演), tên tự là Diên An (延安), là hoàng đế thứ ba của triều Bắc Tề trong lịch sử Trung Quốc. Ông được nhìn nhận phổ biến là một quân chủ có tài, song đã chỉ có thể cai trị dưới hai năm trước khi qua đời vì các vết thương sau khi ngã ngựa. Bắc Tề không có một vị quân chủ có tài nào sau cái chết của ông.

## Cuộc đời ban đầu
Cao Diễn sinh năm 535, là người con trai thứ ba trong tổng số sáu người con trai của Cao Hoan-khi đó đã là tướng phụ trách đại chính của Đông Ngụy và có tước hiệu Bột Hải vương. Mẹ ông là vương phi Lâu Chiêu Quân. Ông được mô tả là thông minh khi còn nhỏ tuổi, và rất được mẹ yêu mến. Năm ông 3 tuổi, tức năm 538, ông được phong tước Thường Sơn quận công. Ông được mô tả là hiếu học, đặc biệt ưa chuộng Hán thư.

## Dưới thời Văn Tuyên Đế trị vì
Sau cái chết của Cao Hoan năm 547 và Cao Trừng năm 549, Cao Dương trở thành người cai quản đại chính của Đông Ngụy và đã buộc Đông Ngụy Hiếu Tĩnh Đế phải thiện nhượng cho mình vào năm 550, mở đầu triều đại Bắc Tề. Do là hoàng đệ, Cao Diễn được phong làm Thường Sơn vương. Ông được giao phó một số chức vụ trong triều đình trong khoảng thời gian hoàng huynh trị vì, có được cung cách đàng hoàng khi xử lý chính sự mặc dù còn nhỏ tuổi, và nổi tiếng với tính trang nghiêm. Tuy nhiên, ông cũng trở nên nghiêm khắc theo cách của mình nếu thuộc hạ thực hiện các hành động sai trái, họ sẽ bị ông nghiêm trị. Ông cũng nhiều lần tham gia vào các chiến dịch quân sự do Văn Tuyên Đế đích thân chỉ huy.
Văn Tuyên Đế cai trị Bắc Tề với thái độ mẫn cán trong thời gian đầu, song sau đó, có lẽ bắt đầu từ năm 554 trở đi, ông bắt đầu có các hành động thất thường và hung ác với các quan lại và thành viên hoàng thất. Trong một dịp, khi Cao Diễn được mời đến dự một buổi tiệc của Văn Tuyên Đế, khuôn mặt của ông thể hiện vẻ buồn rầu và lo lắng, vì thế Văn Tuyên Đế đã nghĩ rằng hoàng đệ chê trách lối sống ham mê tửu sắc của mình, và đã tuyên bố bỏ rượu- song hoàng đế đã chỉ giữ được lời hứa trong vài ngày. Văn Tuyên Đế cũng ưa thích các trò chơi bất kính và đôi khi là đồi bại trong cung, song khi có mặt Cao Diễn thì hoàng đế luôn kiềm chế các hành vi của mình. Trong khi Văn Tuyên Đế được cho là thường viếng thăm các hộ gia đình quý tộc và thực hiện hành vi tình dục với các phụ nữ của họ, ông ta đã không làm vậy với gia đình của Cao Diễn. Trong giai đoạn Văn Tuyên Đế trị vì, Cao Diễn là một trong vài cá nhân dám khuyên can hoàng đế thay đổi hành vi của mình, song chúng thường chỉ có hiệu quả nhất thời. Trong một dịp, Cao Diễn đã đưa ra một bản kiến nghị liệt kê các hành vi mà ông cho rằng Văn Tuyên Đế nên thay đổi, điều này đã khiến Văn Tuyên Đế hết sức tức giận ông. Văn Tuyên Đế đã dọa giết Cao Diễn và kết án quân sư Vương Hi (王唏) của Cao Diễn đi đày do tin rằng người này đã đóng góp vào kiến nghị. Trong một diễn biến sau đó, sau khi ban thưởng một thị nữ cho Cao Diễn trong lúc say rượu, Văn Tuyên Đế đã quên mất điều này sau khi tỉnh táo và cáo buộc Cao Diễn đã đánh cắp người thị nữ này, rồi đánh đập hoàng đệ một cách dữ dội bằng cán gươm. Cao Diễn trở nên giận dữ và tiến hành một cuộc tuyệt thực. Để xoa dịu Cao Diễn, Văn Tuyên Đế sau đó đã đồng ý phóng thích Vương Hi và đưa người này đễn chỗ của Cao Diễn. Trong khi đó, do không tin tưởng vào các thành viên hoàng tộc Đông Ngụy trước đây, Văn Tuyên Đế đã cố gắng thuyết phục Cao Diễn ly hôn với Nguyên vương phi, song Cao Diễn khước từ, và đến khi Văn Tuyên Đế thực hiện hành động thảm sát Nguyên gia vào năm 559, do can thiệp của Cao Diễn mà vị hoàng đế này đã tha cho phụ thân của Nguyên vương phi là Nguyên Man (元蠻) và gia đình của ông ta.
Hoàng thái tử của Văn Tuyên Đế là Cao Ân, một người nổi tiếng với lòng hiếu học, song Văn Tuyên Đế cảm thấy rằng Cao Ân đã quá Hán hóa trong suy nghĩ và nhiều lần tính đến việc phế truất. Đặc biệt là khi uống say, Văn Tuyên Đế thường nói rằng ông sẽ truyền lại đế vị cho Cao Diễn, và chỉ dừng lại khi Dương Âm can gián rằng những lời này có thể khiến đế quốc mất ổn định.
Vào mùa thu năm 559, Văn Tuyên Đế đã mắc phải một căn bệnh nặng, các sử gia cho rằng nó bắt nguồn từ chứng nghiện rượu của vị hoàng đế này. Văn Tuyên Đế đã nói với hoàng hậu Lý Tổ Nga rằng "Một con người sẽ sinh rồi tử, nên không có gì phải hối tiếc, song con trai Cao Ân của chúng ta còn quá trẻ, và người khác sẽ đoạt lấy ngai vàng của nó". Ông ta nói với Cao Diễn rằng: “Nếu phải đoạt ngôi thì giao cho ngươi, nhưng ngàn vạn lần không được hại con ta.” Tuy nhiên, Văn Tuyên Đế đã không thay đổi thứ tự kế vị, và sau khi ông ta mất, Cao Ân lên ngôi kế vị, tức Phế Đế.

## Trong thời gian Phế Đế trị vì
Theo di nguyện của Văn Tuyên Đế, việc triều chính được đặt trong tay một vài đại thần mà ông ta tin cẩn—gồm Khai Phong vương Dương Âm (楊愔), Bình Tần vương Cao Quy Ngạn (高歸彥), Yên Tử Hiến (燕子獻), và Trịnh Di (鄭頤). Mặc dù được thần dân kính trọng song Cao Diễn chỉ được ban chức thái phó, không có quyền lực đặc biệt lớn. Mẫu thân của Cao Diễn (và Văn Tuyên Đế) là Lâu Chiêu Quân thái hậu ở một mức độ nhất định muốn Cao Diễn làm hoàng đế, song khi đó hành động này không có đủ sự ủng hộ. Dương Âm lo ngại rằng Cao Diễn và hoàng đệ khác của Văn Tuyên Đế là Trường Quảng vương Cao Đam muốn đoạt lấy quyền lực, vì thế Dương Âm đã thực hiện các biện pháp nhằm hạn chế quyền lực của hai người. Trong khi đó, những người ủng hộ Cao Diễn đã lấy chuyện Chu công thời xưa để đề nghị Cao Diễn nên đoạt lấy quyền lực với vị thế là hoàng thúc của một vị hoàng đế nhỏ tuổi. Ban đầu, Cao Diễn từ chối những lời đề nghị như vậy, song ông cũng cẩn trọng quan sát tình thế chính trị.
Phế Đế ở bên phụ thân trong giờ phút lâm chung tại bồi đô Tấn Dương (晉陽, nay thuộc Thái Nguyên, Sơn Tây) và lên ngôi ở đó. Đến khi Phế Đế trở về kinh đô Nghiệp thành vào mùa xuân năm 560, người ta cho rằng Cao Diễn hoặc Cao Đam sẽ được giao trọng trách trấn thủ Tấn Dương- lúc đó có lẽ là thành an toàn nhất về mặt quân sự của đế quốc; tuy nhiên, dưới sự sắp xếp của Dương Âm và các đồng sự, hai vị hoàng thúc được lệnh phải hộ tống thiếu hoàng đế đến Nghiệp thành.
Khi đoàn hoàng tộc đến Nghiệp thành, tình hình càng trở nên căng thẳng khi một cộng sự của Dương Âm tên là Khả Chu Hồn Thiên Hòa (可朱渾天和) bị thuyết phục rằng Phế Đế sẽ không được an toàn cho đến khi hai hoàng thúc bị trừ khử. Cùng với đó, Yên Tử Hiến nghĩ đến việc quản thúc tại gia đối với Lâu thái hoàng thái hậu do bà vẫn nắm giữ nhiều quyền lực và buộc thái hoàng thái hậu phải trao quyền của mình cho Lý thái hậu. Trong khi đó, Dương Âm đã tiến hành một kế hoạch tái tổ chức chính quyền nhằm tinh giản các chức vụ và tước hiệu không cần thiết và để loại bỏ các quan lại bất tài. Các quan lại chịu tổn thất từ các hành động của Dương Âm đã trở nên bất mãn và họ trở nên hi vọng rằng Cao Diễn hoặc Cao Đam sẽ có hành động và bắt đầu khuyến khích hai người này làm như vậy. Dương Âm đã tính đến việc đưa Cao Diễn và Cao Đam ra ngoài kinh thành để làm châu mục, song Phế Đế ban đầu đã không chấp thuận. Dương Âm viết một tấu trình cho Lý thái hậu để xin bà cho quyết định, Thái hậu đã hỏi ý của Lý Xương Nghi (李昌儀) song người này lại để lộ tin tức cho Lâu thái hoàng thái hậu. Thái hoàng thái hậu đã thông báo cho hai hoàng thúc, và họ đã mưu tính về một cuộc phục kích cùng với Cao Quy Ngạn và các tướng Hạ Bạt Nhân (賀拔仁) và Hộc Luật Kim tại một buổi lễ mà Cao Diễn có một chức vụ lễ nghi. Dương Âm, Khả Chu Hồn Thiên Hòa, Yên Tử Hiến, Trịnh Di và Tống Khâm Đạo (宋欽道) đều bị đánh đập dữ dội và bị bắt. Cao Diễn và Cao Đam sau đó tiến vào hoàng cung và công khai buộc tội Dương Âm cùng các cộng sự; Dương Âm và các cộng sự bị hành quyết, và Cao Diễn nắm quyền kiểm soát triều đình. Ngay sau đó, Cao Diễn đã nắm giữ chức vụ ở Tấn Dương và kiểm soát triều đình từ xa.
Các quân sư của Cao Diễn do Vương Hi và Triệu Ngạn Thâm (趙彥深) đứng đầu sau đó đã đề xuất với Cao Diễn rằng ông nên đoạt lấy đế vị, lưu ý với ông rằng với các hành động giết chết Dương Âm và đồng sự của người này, thì khi Phế Đế trưởng thành, Cao Diễn sẽ không bao giờ có thể có một mối quan hệ chân thành với người cháu này. Cao Diễn đã chấp thuận, Lâu thái hoàng thái hậu ban đầu cho rằng đó không phải là một hành động khôn ngoan song cuối cùng cũng đã chấp thuận. Vào mùa thu năm 560, Thái hoàng thái hậu ban một chiếu chỉ phế truất Cao Ân và lập Cao Diễn làm hoàng đế, tức Hiếu Chiêu Đế. Tuy nhiên, trong chiếu chỉ, bà cũng nghiêm khắc cảnh báo Hiếu Chiêu Đế phải đảm bảo rằng không có chuyện gì xảy ra đối với tính mạng của Can Ân- người bị phế thành Tế Nam vương.

## Trị vì
Hiếu Chiêu Đế được tường thuật là người mẫn cán trong các hành động và sau khi lên ngôi, ông dành cả ngày để xem xét các điều luật và quy định của Văn Tuyên Đế, tìm kiếm để sửa đổi các điều luật không phù hợp hoặc quá hà khắc. Ông được ca ngợi bởi đức tính này của mình, song cũng chịu các chỉ trích vì quá để tâm đến các tiểu tiết. Ông cũng được tường thuật là người con có hiếu với Lâu thái hậu và yêu thương các anh em của mình. Tuy nhiên, có một người em không hài lòng với ông là Cao Đam do Hiếu Chiêu Đế trước đó đã đồng ý trao ngôi vị hoàng thái tử cho Cao Đam song sau đó lại trao cho con trai là Cao Bách Niên vào mùa đông năm 560, cùng thời điểm tấn phong Nguyên hoàng hậu. Ông cũng bắt đầu lập kế hoạch chiến lược dài hạn chống lại kình địch Bắc Chu, theo đó sẽ dần dần đoạt lấy lãnh thổ Bắc Chu ở bờ đông Hoàng Hà. Ông giao phó cho quyền quyết định nhiều vấn đề cho Vương Hi, Dương Hưu Chi (陽休之), và Thôi Cật (崔劼), thường để họ ở lại trong cung điện cả ngày để nghiên cứu các điều luật và quy định.
Vào mùa xuân năm 561, Hiếu Chiêu Đế lệnh cho tướng cũ của Lương là Vương Lâm (chạy sang Bắc Tề năm 560) lên một kế hoạch chiến dịch chống lại nhà Trần. Sau đó, Hiếu Chiêu Đế phong Vương Lâm làm thứ sử của Dương châu (揚州, nay là trung bộ An Huy).
Trong suốt thời gian trị vì, Hiếu Chiêu Đế ở tại bồi đô Tấn Dương thay vì kinh đô Nghiệp thành, để kinh đô cho em là Cao Đam trấn thủ. Vào mùa thu năm 561, do lo ngại rằng Cao Đam có quá nhiều quyền lực, Hiếu Chiêu Đế cố chuyển bớt một số quyền của Cao Đam cho tướng Hộc Luật Tiện (斛律羨, con trai của Hộc Luật Kim), song Cao Đam từ chối chuyển giao bất kì quyền nào của mình. Trong khi đó, các pháp sư thông báo cho Hiếu Chiêu Đế rằng linh khí đế quốc vẫn nằm ở Nghiệp thành, khiến cho ông lo lắng. Cao Quy Ngạn lo rằng mình sẽ bị trả thù một khi Cao Ân trở lại ngai vàng, vì thế người này đã thuyết phục Hiếu Chiêu Đế loại bỏ cháu trai, do đó Hiếu Chiêu Đế đã ban một thánh chỉ triệu tập Tế Nam vương đến Tấn Dương. Do thất vọng trước việc không được phong làm hoàng thái tử, trong một thời gian ngắn Cao Đam đã tính đến việc phục vị cho Cao Ân và khởi đầu một cuộc nổi dậy chống lại Hiếu Chiêu Đế song cuối cùng đã không hành động do các pháp sư của ông báo lại rằng họ tin ông ta sẽ lên ngôi hoàng đế vào một ngày nào đó. Cao Đam vì thế đưa Cao Ân đến Tấn Dương. Ngay sau đó, Hiếu Chiêu Đế phái các sát thủ  đến giết Cao Ân.
Vào mùa đông năm 561, trong khi đang đi săn, ngựa của Hiếu Chiếu Đế hoảng sợ trước một con thỏ và ông ngã khỏi lưng ngựa và bị gãy xương sườn. Khi Lâu thái hậu đến gặp ông, bà hỏi ông Cao Ân đang ở nơi nào, và ông đã không thể trả lời. Lâu thái hậu giận dữ nói: "Chăng phải nhà ngươi đã giết chết nó sao? Do nhà ngươi không nghe lời ta, nhà ngươi nên chết đi!" rồi dời đi và không nhìn mặt ông lần nữa. 
Ngay sau đó, tin rằng mình sắp chết, ông ban một thánh chỉ nói rằng Cao Bách Niên còn quá nhỏ để kế vị, vì thế đế vị sẽ được giao cho Cao Đam. Ông cũng viết một bức thư cho Cao Đam và nói rằng, "Bách Niên vô tội. Em có thể làm bất kỳ điều gì với nó, song đừng giết chết nó!" Ông qua đời trong ngày hôm đó, trong khi than vãn rằng ông không thể phụng dưỡng mẹ trong quãng đời còn lại của bà. Ngay sau đó, Cao Đam đến Tấn Dương và lên ngôi, tức là Vũ Thành Đế.

## Thông tin cá nhân
- Cha: Cao Hoan
- Mẹ: Lâu Chiêu Quân
- Vợ:
  - Hoàng hậu Nguyên thị
  - Tang tần
  - Dương tần
  - Mao phu nhân
- Các con:
  - Lạc Lăng vương Cao Bách Niên
  - Lương Thành vương Cao Lượng Tần
  - Nhữ Nam vương Cao Ngạn Lý
  - Thủy Bình vương Cao Ngạn Đức
  - Thành Dương vương Cao Ngạn Cơ
  - Định Dương vương Cao Ngạn Khang
  - Nhữ Dương vương Cao Ngạn Trung